# Presenting Lily Mars
Presenting Lily Mars is een Amerikaanse muziekfilm uit 1943 onder regie van Norman Taurog. Het scenario is gebaseerd op de gelijknamige roman uit 1937 van de Amerikaanse auteur Booth Tarkington.

## Verhaal
Lily Mars is een meisje uit een klein dorp in Indiana. Ze droomt ervan om een gevierde actrice te worden op Broadway. De theaterproducent John Thornway beschouwt haar als een amateur. Ze volgt hem naar New York en kan als doublure optreden in een van zijn voorstellingen. Op die manier wint ze de affectie van Thornway.

## Rolverdeling
| Acteur           | Personage        |
| ---------------- | ---------------- |
| Judy Garland     | Lily Mars        |
| Van Heflin       | John Thornway    |
| Fay Bainter      | Mevrouw Thornway |
| Richard Carlson  | Owen Vail        |
| Spring Byington  | Mevrouw Mars     |
| Marta Eggerth    | Isobel Rekay     |
| Connie Gilchrist | Frankie          |
| Leonid Kinskey   | Leo              |
| Patricia Barker  | Poppy            |
| Janet Chapman    | Violet           |
| Annie Ross       | Rosie            |
| Douglas Croft    | Davey            |
| Ray McDonald     | Charlie Potter   |
| Tommy Dorsey     | Orkestleider     |
| Bob Crosby       | Orkestleider     |